# Aristophane
Pour les articles homonymes, voir Aristophane (homonymie).
Aristophane (en grec ancien Ἀριστοφάνης / Aristophánês) est un poète comique grec du Ve siècle av. J.-C., né dans le dème de Cydathénéon (quartier d’Athènes) vers 445 av. J.-C. et mort entre 385 et 375 av. J.-C.. Son œuvre à elle seule représente ce qui nous reste de l'Ancienne Comédie, et coïncide avec les années glorieuses d'Athènes sous l'administration de Périclès et la longue et sombre période de la guerre du Péloponnèse. Au tournant du Ve et du IVe siècle avant J-C, alors qu'Athènes voit éclore des modes de pensée nouveaux dans tous les domaines, et que les mœurs politiques et sociales se transforment ou se dégradent, Aristophane cloue au pilori par de grands éclats de rire les politiciens démagogues et va-t-en-guerre, les citoyens en proie à une « judicardite » aiguë, cette pernicieuse manie des procès, ou les maîtres d'incivisme et de décadence.

## Biographie
Aristophane naquit vers 445 av. J.-C., à l'époque où débuta la construction du Parthénon ; il était le fils de Philippos le Comique, chef du dème de Cydathénéon, de la tribu Pandionis : il était athénien de naissance, comme le confirme une liste de prytanes de cette tribu, où figure le nom du poète qui occupa cette charge vers la fin de sa vie ; il semble que ses parents aient été clérouques à Égine vers 430 av. J.-C.. Il débuta très jeune au théâtre, alors qu'il n'était pas encore un éphèbe, c'est-à-dire sans avoir atteint l'âge de dix-huit ans, et il se fit connaître par deux pièces aujourd'hui perdues : Les Détaliens (427) et les Babyloniens (426). Ces deux pièces, ainsi que Les Acharniens, furent représentées sous des prête-noms, car Aristophane, qui s'était lancé dans la satire politique la plus virulente, n'ignorait pas qu'il risquait un retour de bâton ; malgré cette mesure de prudence, Les Babyloniens, joués aux Grandes Dionysies, valurent peut-être à Aristophane la menace d'un procès devant le Conseil des Cinq-Cents, mais les faits, rapportés dans certaines scholies, ne sont pas attestés. Les Acharniens, joués sous le nom d'un acteur, Callistratos, furent couronnés de succès aux Lénéennes en -425 avec le premier prix. L'année suivante, Aristophane obtint de nouveau le premier prix aux Lénéennes avec Les Cavaliers, pièce dans laquelle il décochait les traits de sa verve la plus acérée contre le démagogue Cléon ; celui-ci le menaça de le traîner devant les tribunaux. Il est vraisemblable que pour éviter une condamnation, Aristophane dut promettre de modérer ses attaques contre Cléon ; un passage des Guêpes (vers 1284 à 1291) le donne à penser. Cléon retira sa plainte,. Aux Grandes Dionysies de 423, le poète ne remporta que le troisième prix avec Les Nuées. La suite de sa carrière dramatique, qui semble s'être poursuivie sans encombre durant les années suivantes, nous est inconnue.

## Vie privée
Quant à sa vie privée, elle demeure obscure à l'exception de certains éléments : Aristophane a eu, selon la tradition, trois fils, dont seul le premier, Ararôs, est un peu connu : il fut, lui aussi, poète comique et remporta la victoire en 387 aux Dionysies avec la pièce intitulée Côcalos, une comédie écrite par le père pour favoriser le succès de son fils. Ses deux derniers fils, Philippos et Nicostratos (d'après Apollodore d'Athènes) ou Philétairos (selon Dicéarque) étaient metteurs en scène, en grec didaskaloi. Mais la formation d'Aristophane, ses études littéraires, son caractère ne peuvent faire l'objet que de conjectures : Victor-Henry Debidour imagine qu'il a vécu dans la campagne attique, dont il aime et connaît si bien la vie paysanne, et il est évident qu'il a reçu une solide éducation littéraire, lui qui cite Euripide (dont il se moque souvent), Sophocle et Eschyle. En outre, il est possible qu'il ait été un ami de Socrate, comme semble en témoigner Le Banquet de Platon. Les idées professées par Aristophane au cours dudit banquet ne laissent pas de surprendre par leurs contradictions et les perplexités qu'elles soulèvent : l'homme que fut Aristophane est sans doute d'abord celui qui soumet tout à une seule loi, celle du « rire à déchaîner ». On ne peut toutefois pas totalement écarter l'idée que Platon ait délibérément mis dans la bouche d'Aristophane des propos contraires aux convictions affichées de celui-ci, ce qui apparaîtrait dès lors comme une réplique au traitement que fait Aristophane du personnage de Socrate, pris comme cible de ses moqueries dans Les Nuées.

## Aristophane chez Platon
Platon a intégré Aristophane dans le groupe des participants au Banquet, son ouvrage sur l'amour. Nul doute quant au fait que Platon désigne par Aristophane son contemporain, auteur de théâtre, dont la thèse sur l'amour se résume, non pas à un discours, mais à une fable sur l'origine des hommes: le mythe des androgynes. Le personnage raconte que les hommes auraient été composés de deux moitiés (deux hommes, deux femmes ou un homme et une femme). Ils auraient un jour voulu défier les dieux pour prendre leur place. Zeus, voulant alors punir l'espèce humaine de son audace, aurait scindé les Hommes en deux moitiés, implantant chez eux le désir de retrouver une unité originelle (on peut y voir ici une notion "d'âmes sœurs", puisqu'il n'existerait qu'une personne qui nous correspondrait parfaitement). Aristophane s'appuie précisément sur une fable, car contrairement aux philosophes, il ne prétend pas expliquer, mais par une analogie il s'attache plutôt à donner une image saisissante de l'Amour.
Platon reprend cette fable pour deux raisons: afin de parler du désir, le plaçant à la fois comme maladie et guérisseur. L'Homme essaye, par l'amour, de recréer la perfection. Mais aussi pour parler de la nature humaine. En effet, ce que ses contemporains prennent pour la nature humaine serait le résultat d'une punition divine, et donc un accident.
Avec le mythe des androgynes, Aristophane écrit une fable, et Platon nous propose une interprétation. 

## Œuvre
Bien qu’Aristophane ait écrit 44 pièces, selon les érudits alexandrins (35 pièces originales, plus cinq reprises de ses propres pièces et quatre d’attribution douteuse), on ne possède pas l'intégralité de son œuvre dramatique : la plupart de ses comédies sont connues seulement par des fragments ou sont perdues ; seules onze nous sont parvenues :
- Les Acharniens (425) : où l'auteur intervient franchement dans la politique et combat le parti de la guerre ;
- Les Cavaliers (424) : il attaque ouvertement Cléon, le tout-puissant démagogue ;
- Les Nuées (423) : il raille Socrate, qu'il représente comme un sophiste ;
- Les Guêpes (422) : il tourne en dérision l'organisation des tribunaux athéniens et les manies des juges ;
- La Paix (421) : pièce antimilitariste encore plus cinglante que Les Acharniens ;
- Les Oiseaux (414) : il s'en prend aux utopies politiques et sociales ;
- Lysistrata (411) : il pousse jusqu'à l'absurde un utopique conflit entre les hommes et les femmes en y insérant un nouveau plaidoyer contre la guerre ;
- Les Thesmophories (411) : satire littéraire dirigée contre les finasseries d’Euripide et la misogynie de son théâtre ;
- Les Grenouilles (405) : nouvelle satire littéraire contre Euripide et la tragédie grecque en déclin ;
- L'Assemblée des femmes (392) : il tourne en dérision l'utopie sociale et politique du pouvoir des femmes ;
- Ploutos (388) : satire des mœurs semblable, par le thème de l'inégalité des richesses, à L'Assemblée des femmes.

La hardiesse des poètes comiques, le retour au pouvoir du parti aristocratique, et les malheurs d'Athènes, ont amené une réaction contre la liberté du théâtre. Cette réaction se dessine dès 412 av. J.-C. et sous les Trente : elle aboutit vers 388, semble-t-il, à une loi qui interdit formellement les attaques contre les personnes. C'est l'arrêt de mort de la comédie ancienne. Aristophane tente des voies nouvelles : avec le Côcalos (pièce perdue) et la seconde édition du Ploutos (388 av. J.-C.), il inaugure la satire des mœurs, d'où va sortir la comédie nouvelle des Athéniens. À part le Ploutos et les pièces contre Euripide, les comédies d'Aristophane sont des satires sociales ou des pamphlets politiques. Attaché à la cause des petits propriétaires campagnards et des paysans appauvris par la prolongation de la guerre, victimes impuissantes des hommes d'affaires et des intrigants de la ville, le poète se sert largement des libertés que lui laisse l'état démocratique pour attaquer non les vices inhérents aux institutions d'Athènes, mais l'état actuel du régime et les chefs de file de la classe politique, notamment dans Les Cavaliers. Les pièces d'Aristophane se révèlent ainsi très précieuses pour la connaissance de l'histoire du temps, des institutions et des mœurs athéniennes à la fin du Ve siècle av. J.-C..
À la Renaissance, les pièces d'Aristophane font partie des œuvres recommandées par Érasme pour une bonne éducation humaniste. La première pièce d'Aristophane traduite en latin est le Ploutos, dans la traduction de Leonardo Bruni.

## La comédie d'Aristophane

### Du cômos à la comédie attique

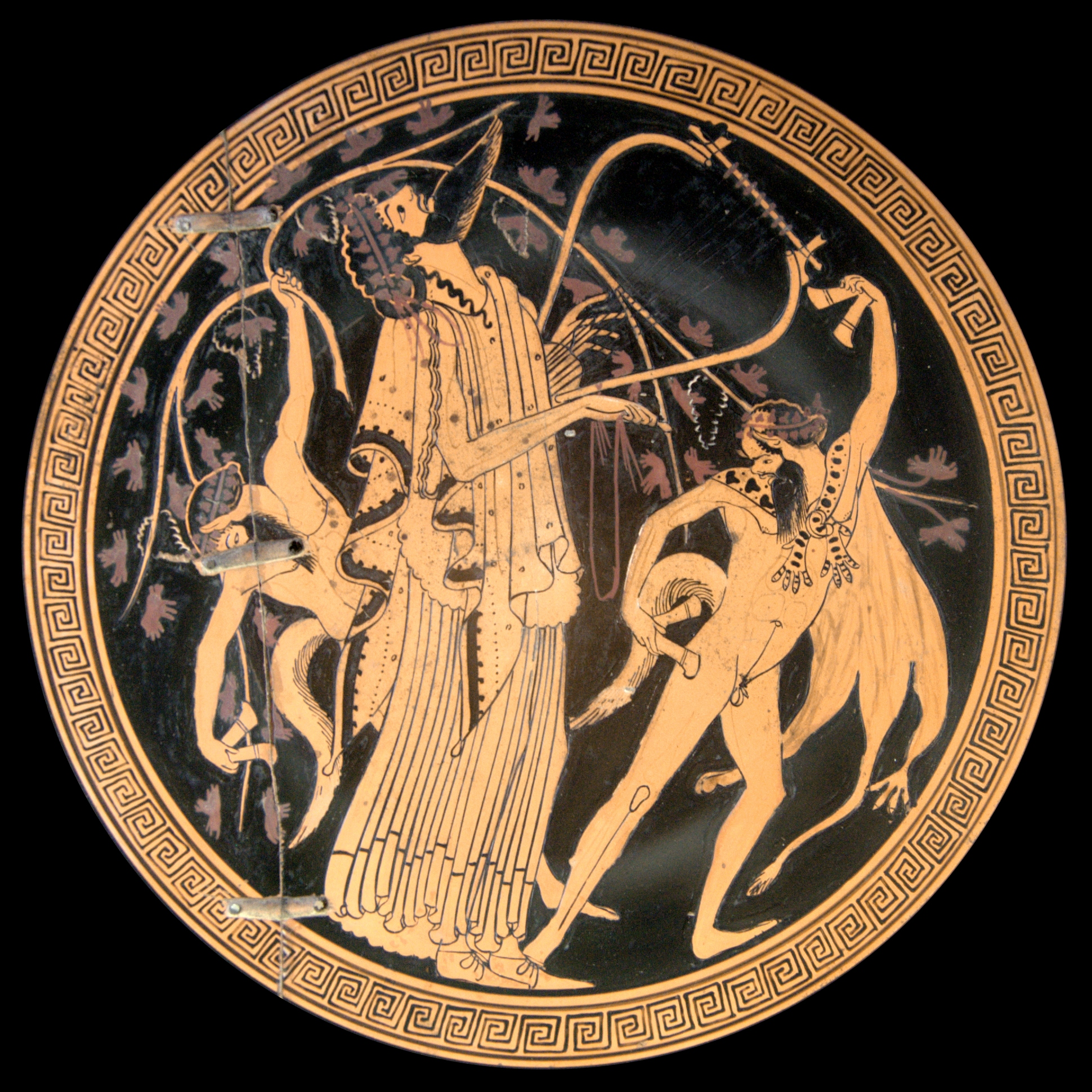
Dionysos et les Satyres. Intérieur d'une coupe attique à figures rouges par le peintre de Brygos. Vers 480 av. J.-C.

La comédie est restée liée aux festivités religieuses des Lénéennes et des Dionysies rurales. Issue du comos, ce joyeux cortège carnavalesque qui parcourait les faubourgs d'Athènes en l'honneur du dieu Dionysos, la comédie d'Aristophane en conserve, dans son essence comme dans sa structure, de nombreux vestiges. Dionysos, qui incarne la fécondité et la puissance de la vie, était prié, à travers les phallophories, pour la fertilité des champs ; de même la plupart des comédies d'Aristophane s'achèvent sur une invitation à jouir de tous les aspects de la vie heureuse, en priant les dieux d'accorder « une production d'orge abondante, beaucoup de vin et des figues à croquer, et de rendre nos femmes fécondes » ; la tonalité de franche paillardise ou d'obscénité du théâtre d'Aristophane, héritier du cortège des antiques Dionysies, lui-même obscène dans sa tenue, ses gestes et ses paroles, participe de cet appétit vital, élémentaire et fondamentalement sain. Comme dans le comos, les spectateurs participent au mouvement de liesse collective : dans ce joyeux cortège, les plus délurés lançaient brocards et quolibets en direction des badauds ou de tel autre cômaste, et c'est de cette joute verbale traditionnelle que dérive le moment du duel appelé agôn dans la comédie ; même en dehors de ce moment, Aristophane tient compte de la présence du public en entamant parfois avec lui un faux dialogue,. Les danses des choreutes déguisés de façon grotesque en guêpes, grenouilles ou oiseaux, les cabrioles du chœur à sa sortie de scène sont aussi un reste de l'antique cortège endiablé des Dionysies rurales. De même que le comos n'avait pas de sujet, la comédie d'Aristophane, d’après Victor-Henry Debidour, « n'a pas d'intrigue à développer, mais une donnée à exploiter, pas d'actes mais des mouvements, pas de dénouement mais un bouquet final en guise d'adieu ».

### Structure de la comédie ancienne
La définition de cette structure est tirée des pièces d'Aristophane, mais elle n'est ni canonique ni imposée. Dans ses grandes lignes, le schéma-type se présente ainsi :
Le prologue, généralement dit par un ou deux esclaves, se présente comme un hors-d'œuvre qui permet d'exposer la situation et le thème au début de la pièce.
Puis c'est la parodos, l'entrée du chœur formé de vingt-quatre choreutes sous la direction d'un chef de chœur, le coryphée. Ces choreutes sont des chanteurs et danseurs. Alors que le chœur tragique n'intervient pas dans l'action, celui de la comédie est directement engagé dans la situation, ce qui entraîne une source supplémentaire de confusions comiques.
L’agôn, en grec ancien ἀγών, est la scène de combat ou de duel qui oppose deux personnages ou deux camps dans un long débat rhétorique. Chez Aristophane, cet affrontement est stylisé et mécanisé en « tous contre un » ou inversement, « un contre tous ». Dans sa forme la plus complète, l’agôn comporte une partie chantée par le chœur, puis deux vers d'exhortation du coryphée, et l'exposé des premiers arguments qui s'achèvent par quelques vers débités à toute allure sans que l'acteur reprenne son souffle ; l'adversaire répond selon une disposition symétrique. Le premier qui prend la parole dans le duel est toujours celui qui sera finalement battu.
La parabase, généralement située vers le milieu de la pièce, correspond à une sorte d'entracte. Les choreutes, restés seuls en scène, ayant ôté leur costume et leur masque, exposent directement aux spectateurs les intentions, les justifications ou les doléances de l'auteur. Il peut s'agir de considérations politiques ou culturelles.
L’exodos correspond à la sortie du chœur ; c'est un final chanté et dansé.

### Les personnages d'Aristophane
Le poète comique dans sa fantaisie débridée a inventé une foule de personnages pleins de vie, hommes, femmes, dieux ou êtres hybrides. Cependant, dès l'époque alexandrine, on lui reprochait de ne pas savoir créer des personnages vraisemblables et bien typés ; et de fait, ses personnages ne sont pas des caractères : leur personnalité ne se résume pas à une seule et même passion dominante, du début à la fin de la pièce. Ses personnages présentent des incohérences (auxquelles leur créateur n'attache d'ailleurs aucune importance) sans toutefois manquer de finesse psychologique ; Aristophane a créé sur son théâtre des « natures », tant il cherche non pas la profondeur mais la vigueur. Selon F. M. Cornford, ces personnages appartiendraient à trois grandes catégories : le bouffon (ὁ βωμολόχος), le bon bougre malin et ironique (ὁ εἲρων), et le charlatan ou l'imposteur (ὁ ἀλαζών). Pascal Thiercy pense que chacun des personnages relève un peu de ces trois catégories, selon les besoins de la situation. Et de fait, Aristophane opère souvent des retournements d'attitudes chez ses personnages, ces conversions spectaculaires étant des sources sûres d'effets comiques, comme le constate le chœur par exemple pour Philocléon, « revenu de la rudesse de ses façons » et converti finalement à une vie de délices et de mollesse.
La plupart des noms des protagonistes ont été forgés par Aristophane et forment un jeu de mots sur leur étymologie, un calembour implicite ou explicite, qui donne à comprendre avec humour ce qu'il faut penser de ces personnages : c'est pourquoi l'un des traducteurs d'Aristophane, Victor-Henry Debidour, a choisi de rendre Δικαιόπολις / Dicéopolis, par Justinet, Δήμος / Démos, par Lepeuple, Φειδιππίδης / Phidippide, par Galopingre, ou Λυσιστράτη / Lysistrata par Démobilisette,. Or, justement, ces protagonistes du théâtre d'Aristophane se caractérisent souvent par un trait digne de la malice d'un Scapin, ce qu'on désigne en grec par le terme de πονηρία, un mélange d’effronterie, de coquinerie et de crapulerie ; l'adjectif correspondant, πονηρός, « canaille, gueux », employé plus de quatre-vingt fois par Aristophane, définit parfaitement le marchand de boudins dans Les Cavaliers et Pisthétairos dans Les Oiseaux. Mais cette impudence est tempérée par des éléments positifs qui empêchent le personnage de tomber dans la fourberie et la méchanceté, la πανουργία (ruse) du Paphlagonien ; ces éléments positifs font du personnage un objet d'admiration et assurent parfois sa réussite finale.
Au cours du prologue, ces personnages se montrent toujours inventifs : ils imaginent une solution aussi miraculeuse qu'utopique, l’astuce aberrante, mais d'après eux imparable, qui va leur permettre d'échapper à une situation intolérable. C'est cette initiative mirobolante qui amorce l'action en opérant un renversement des normes et des valeurs et la mise en œuvre d'une fiction scénique. Ainsi, Dicéopolis, un brave Athénien, annonce « une initiative étonnante et grandiose », conclure une trêve pour son compte personnel. Lysistrata a trouvé le moyen de « sauver la Grèce » : faire la grève du devoir conjugal pour obliger les hommes à faire la paix.

### Les positions politiques d'Aristophane
Arrivé à l'âge d'homme, Aristophane a été le témoin de tous les événements majeurs qui ont bouleversé l'histoire d'Athènes : conséquences de l'impérialisme du gouvernement de Périclès, guerre du Péloponnèse (431 à 404 av. J.-C.), pouvoir des démagogues Cléon, Hyperbolos et Cléophon, oligarchie des Quatre-Cents, constitution des Cinq-Mille, tyrannie des Trente, enseignement et procès de Socrate. Ses comédies, où il prend pour cible les tenants du parti populaire, contiennent une foule d'allusions à cette actualité. On s'est donc interrogé sur ses positions politiques : parce qu'il a pris le parti des jeunes aristocrates qui composent le chœur des Cavaliers, et s'est fait l'adversaire farouche de Cléon et du bonhomme Démos, on a vu en lui tantôt un pacifiste, tantôt l'ennemi de la démocratie athénienne à la solde des aristocrates. Et la dérision dans laquelle il enveloppe allègrement Socrate et Euripide a fait naître aussi le soupçon qu'en poète comique en quête de succès, il aurait cédé sans scrupule à la logique du rire pour complaire à son auditoire. Ce qui est sûr en tout cas, c'est qu'Aristophane n'est ni un doctrinaire ni un homme de parti. Ses sympathies et ses détestations trouvent leur source dans un profond besoin de fraternité qui s'exprime si bien dans la prière de Trygée à la Paix :

« Disperse loin de notre ciel
la guerre et ses rauques tumultes.
Mets un terme
à ces soupçons alambiqués
qui nous font jaser sur le compte
les uns des autres. De nous tous,
nous les Grecs, refais une pâte
intimement liée par un ferment d'amour ;
infuse en nos esprits, pour en ôter le fiel,
quatre grains d'indulgence. »

— La Paix, vers 991 à 998. (traduction de V.-H. Debidour)
Il fait bon vivre quand est établie cette solidarité civique entre Grecs liés par la communauté de langue et de religion ; elle est un facteur de prospérité. Voilà pourquoi le poète a l'audace de prôner la négociation avec l'ennemi en pleine guerre du Péloponnèse, allant même jusqu'à le plaindre pour les maux qu'il endure lui aussi, mais en se défendant de « laconiser » ; voilà pourquoi aussi il chante si souvent avec tendresse le bonheur de la vie paysanne, au milieu de la vigne, des figuiers et des oliviers. C'est de cette masse des petits propriétaires campagnards qu'Aristophane s'est fait le porte-parole politique, alors que la guerre, prolongée par l'appât d'une solde indéfinie, ravageait chaque année l'Attique. Les paysans réfugiés à l'intérieur des murs de la cité devinrent une clientèle d'assistés, vivant des allocations de l'État. Il ne manque donc pas non plus de mettre en garde ces campagnards qui sont la dupe du « premier charlatan venu qui fait leur éloge et celui de la cité, mérité ou pas mérité ; du coup, ils ne s'aperçoivent pas qu'ils sont exploités ! » Car ces politiciens entretiennent le clientélisme, ils veulent que les Athéniens soient pauvres pour mieux les avoir à leur merci, comme le dompteur qui se fait obéir d'un animal dressé. Aristophane se montre particulièrement virulent contre l'enrichissement illicite des élus avec l'argent public : investis de magistratures, ces « flatteurs salariés, blanc-becs enculés », accaparent les revenus de l'État aux dépens du peuple, qui « se laisse embobeliner » alors qu'il est à l'origine de cette richesse. Platon a envisagé l'égalité prônée par le socialisme ou les théories collectivistes qui apporteraient la solution au livre V de sa République ; mais cette utopie assortie de la communauté sexuelle, proposée par Praxagora dans L'Assemblée des femmes, n'est qu'une satire d'une certaine idée du collectivisme : ces théories, selon Aristophane, sont vouées à l'échec en dépouillant ceux qui possèdent quelque richesse sans enrichir les autres. Pour autant, Aristophane n'a fait l'éloge ni d'Antiphon ni de Critias, et n'a jamais été compromis avec les Quatre-Cents.
Sur le plan judiciaire, Aristophane a stigmatisé les institutions absurdes de la cité, avec ses six mille dicastes de l'Héliée, ce tribunal qu'il qualifie de « bazar à procès », insinuant ainsi qu'on pouvait en acheter les verdicts ; ce système de citoyens rétribués pour juger empoisonne la vie sociale par la manie de la chicane, des calomnies et des dénonciations qu'il engendre, au point de produire des sycophantes, ces délateurs professionnels qu'Aristophane déteste.

## Honneurs et références
- Dans la « tirade du nez », partie de la comédie Cyrano de Bergerac d'Edmond Rostand (1897), le héros évoque Aristophane et son Hippocampéléphantocamélos.
- Un astéroïde est nommé (2934) Aristophane en son honneur en 1960.